# Jacques Rosseels
Jacques Rosseels ou Jacobus Cornelis Rosseels, né à Anvers le 5 novembre 1828 et mort dans la même ville le 3 novembre 1912 est un peintre paysagiste et théoricien de l'art devenu, plus tard dans sa carrière, inspecteur en chef des académies et écoles de dessin belges.

## Biographie

### Origines familiales
Jacques Rosseels est né à Anvers en 1828. Il est le fils de Jacques Paul Rosseels et Catherine Van Beirs. Il est le cadet de d'une famille bourgeoise qui accorde une grande attention aux arts et invite régulièrement des écrivains et artistes tels que Hendrik Conscience, Theodoor Van Rijswijck, Eugène de Block et Adolphe-Alexandre Dillens. Jacques Rosseels épouse Sophia De Vulder en 1880 et ont un fils, Daniel Rosseels qui naît à Termonde le 5 novembre 1881 et devient plus tard architecte.

### Formation
De 1842 à 1849, Jacques Rosseels suit des cours, avec pour condisciples François Lamorinière et Florent Crabeels, à l'Académie royale des beaux-arts d'Anvers dispensés par Edward Dujardin et Jacob Jacobs, entre autres. À partir de 1845, Jacques Roseels étudie auprès du peintre paysagiste Henri Van der Poorten dans son atelier. Il n'a pas terminé la formation à l'académie.

### Travail en Campine
Entre 1847 et 1852, il travaille principalement sur la « Kalmthoutse Heide » sur le Vossenberg et dans d'autres zones de lande de la Campine et de la province du Limbourg. En 1851, il est l'hôte pendant plusieurs mois de l'auberge Het Pannenhuis à Calmpthout. Il effectue ensuite plusieurs voyages, notamment à Londres en 1851, en Suisse en 1852 et à Florence de 1852 à 1854. Après son retour, il s'installe à nouveau à Calmpthout, où il demeure entre 1854 et 1870, tout en effectuant quelques voyages, comme en Gueldre (1859 et 1861).
En 1861, il rencontre Isidore Meyers à Calmpthout, qui était un ami proche d'Adrien-Joseph Heymans. Autour de ces trois artistes, est née l'École de Calmpthout, également connue sous le nom d'« École grise ». Ils se rencontraient régulièrement à l'auberge « De Keizer » à Wechelderzande, c'est pourquoi on les appelle aussi parfois membres de l'École de Wechelderzande. Ce n'était pas un mouvement de style structuré, mais les tonalités grises étaient la marque du pleinairisme flamand. Ces peintres gris ont créé un style paysager typique qui sera longtemps imité, allant de Willem Vogels aux premières peintures de James Ensor. À partir de 1862, les principaux peintres de l'école de Calmpthout se sont installés le long des frontières de l'Escaut de la région de Termonde. Le village d'artistes de Vlassenbroek en particulier était une attraction et le berceau de l'École de Termonde. Il est parmi les premiers à avoir débarrassé sa palette des tons sombres et bitumeux, chers à l'enseignement anversois. Il annonce par ses tons crayeux et ses sujets peints en plein air l'impressionnisme belge. Selon Octave Maus, il est considéré comme un des pionniers de l'École de Termonde.

### Théoricien de l'art
En 1865 Jacques Rosseels succède à Emmanuel François Verhas en tant que directeur de l'Académie royale des beaux-arts de Termonde, il continue à occuper ce poste jusqu'en 1901. L'année suivante, en 1866, il rédige un rapport sur l'état de l'éducation artistique et les méthodes pour l'améliorer. Il considérait la mission de l'académie comme une institution d'intérêt général quel que soit le statut social des étudiants. Après la réforme de l'académie de Termonde, ses élèves remportent un nombre remarquable de prix dans les concours nationaux. En 1869, il publie son programme renouvelé à l'occasion d'un congrès à Paris et en 1873, le ministère met en œuvre les réformes de Rosseels dans les classes préparatoires de l'enseignement artistique. Rosseels a été invité dans toute la Belgique pour donner des conférences sur ces réformes. Il est nommé inspecteur adjoint à l'enseignement des beaux-arts en 1882 et dix ans plus tard inspecteur en 1892.

### Dernières années
Il a vécu pendant sa carrière à l'académie des beaux-arts de Termonde dans cette ville, bien qu'il ait souvent passé ses étés à Calmpthout. En 1901, il s'installe à Anvers où il peint jusqu'à ses derniers mois. Il meurt en son domicile Bosmanlei, 14, en 1912.

## Œuvres conservées dans les musées

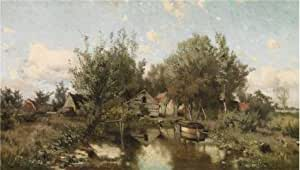
Jacques Rosseels
Paysage près de Waasmunster
Musée royal des Beaux-Arts d'Anvers

- Vue des environs de Termonde, huile sur toile, 69 × 91 cm, Musée royal des Beaux-Arts d'Anvers[10]
- Clair de lune, huile sur toile, 116 × 192 cm, Musée royal des Beaux-Arts d'Anvers[11]
- Le Moereind à Wechelderzande, huile sur toile, 80 × 144 cm, Musée royal des Beaux-Arts d'Anvers[12]
- Paysage près de Waesmunster, huile sur toile, 80 × 145 cm, Musée royal des Beaux-Arts d'Anvers[13]
- Mariakerke, huile sur toile, 53 × 91 cm, Musée royal des Beaux-Arts d'Anvers[14]
- Bruyère, huile sur toile, 115 × 191 cm, Musées royaux des Beaux-Arts de Belgique, Bruxelles[15]
- Paysage campinois, huile sur toile, 113 × 188 cm, Musées royaux des Beaux-Arts de Belgique, Bruxelles[16]
- Les Dunes du quartier du Zoute à Knokke-Heist, huile sur toile, 115 × 191 cm, Musée des Beaux-Arts de Gand[17]

A documenter  [réf. nécessaire]
- Le moulin à vent à Winning, Musées municipaux Termonde

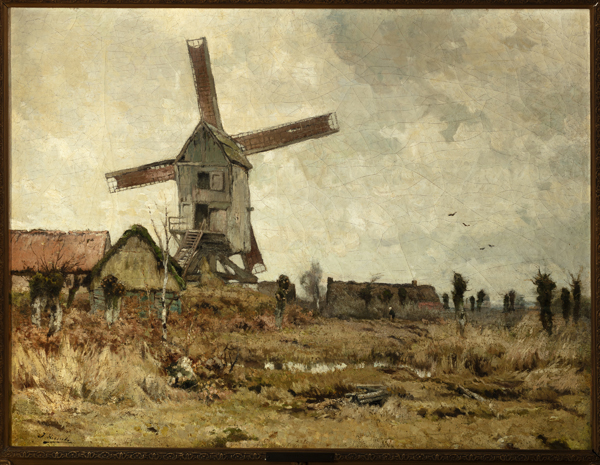
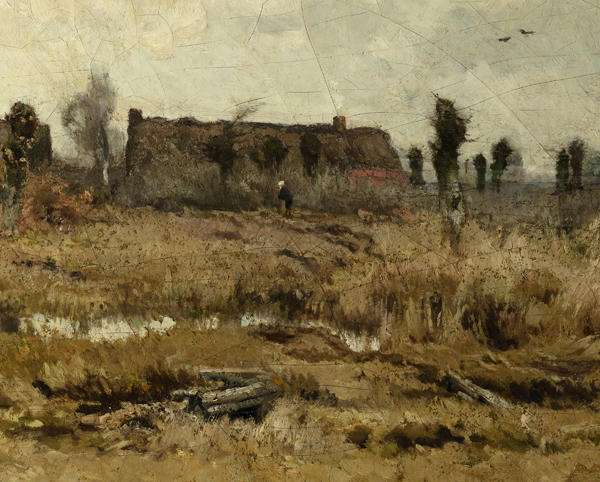
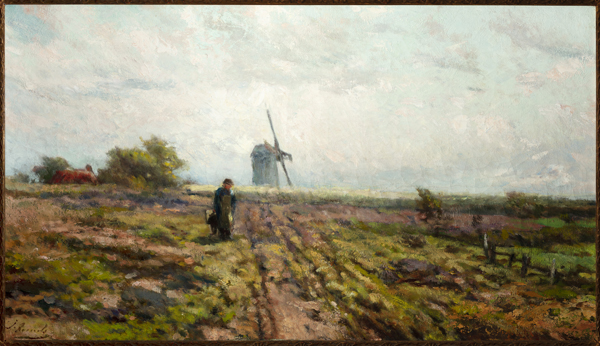

## Honneurs
Jacques Rosseels est :
- Chevalier de l'ordre de Léopold (28 décembre 1883)[18].
- Officier de l'ordre de Léopold (1894)[3].